# Криж (Сежана)
Криж (словен. Križ, итал. Croce di Tomadio) је насељено место у општини Сежана, Обално-крашка регија, Словенија.

## Историја
До територијалне реорганизације у Словенији био је у саставу старе општине Сежана.

## Становништво
У попису становништва из 2011. године, Криж је имао 592 становника.
| Број становника према пописима | Број становника према пописима | Број становника према пописима |
| ------------------------------ | ------------------------------ | ------------------------------ |
| 1991                           | 2002                           | 2011                           |
| 346                            | 500                            | 592                            |

Напомена: Године 1991. умањено за део насеља који је припојен насељу Шепуље.